# 174-та резервна дивізія (Третій Рейх)
174-та резервна дивізія (Третій Рейх) (нім. 174. Reserve-Division) — резервна піхотна дивізія Вермахту, що входила до складу німецьких сухопутних військ у роки Другої світової війни.

## Історія
174-та резервна дивізія була сформована в Протектораті Богемії та Моравії 14 вересня 1942 року шляхом перейменування дивізії № 174, яка була створена у червні 1940 року у Хемніці й керувала запасними навчальними формуваннями в Саксонії та Судетах. Дивізія продовжувала контролювати навчальні підрозділи до 1943 року, коли ці елементи дивізії було відправлено на північ Польщі. 31 липня 1944 року підрозділи з'єднання були передані до складу 26-ї піхотної дивізії, яка зазнала великих втрат у Курській битві. 26-та піхотна дивізія була сильно розбита під Ковелем на Східному фронті, а 10 вересня 1944 року сама була розформована в Радомі в центральній Польщі та включена до складу 253-ї піхотної дивізії.

## Райони бойових дій
- Польща (вересень 1942 — липень 1944)

## Командування

### Командири
- генерал-лейтенант Курт Реннер (15 вересня 1942 — 26 серпня 1943);
- генерал-лейтенант Фрідріх-Георг Ебергардт (26 серпня 1943 — 30 липня 1944)

### Склад
| 1943                                   |
| -------------------------------------- |
| 24-й резервний гренадерський полк      |
| 209-й резервний гренадерський полк     |
| 266-й резервний гренадерський полк     |
| 14-й резервний артилерійський дивізіон |
| 14-й інженерний батальйон              |